# KV35
A KV35, no Vale dos Reis, foi a tumba utilizada pelo faraó Amenófis II descoberta em março de 1898 por Victor Loret.
A tumba tem o formato de L, típico da décima oitava dinastia, mas muitas características fizeram com que esta tumba se destacasse. A câmara funerária tem formato retangular e é dividida em seções, com pilares, superior e inferior. Sendo que a seção inferior contém o sarcófago do faraó. Este estilo de tumba tornou-se comum em câmaras reais no Império Novo.
Mais tarde a tumba foi usada como esconderijo de múmias. Múmias pertencentes às seguintes pessoas foram recolocadas aqui durante o Terceiro Período Intermediário e foram identificadas graças a inscrições em seus embrulhos funerários:
- Amenófis II (dono original)

Câmara Lateral:
- Tutemés IV
- Amenófis III
- Merneptá
- Seti II
- Siptah
- Ramessés IV
- Ramessés V
- Ramessés VI
- Uma mulher anônima identificada por alguns como a rainha Tiy, esposa de Amenófis III.
- Um príncipe, identificado por alguns como Webensenu (filho de Amenófis II) cujos vasos canopo foram encontrados na tumba, ou Tutemés IV, filho mais velho do faraó Amenófis III com Tiy.
- "Dama Jovem", mãe de Tutancâmon.
- Uma "desconhecida mulher D" em inscrições na tampa do sarcófago para Setnakht (talvez a rainha Tausert).